# Sonny Shroyer

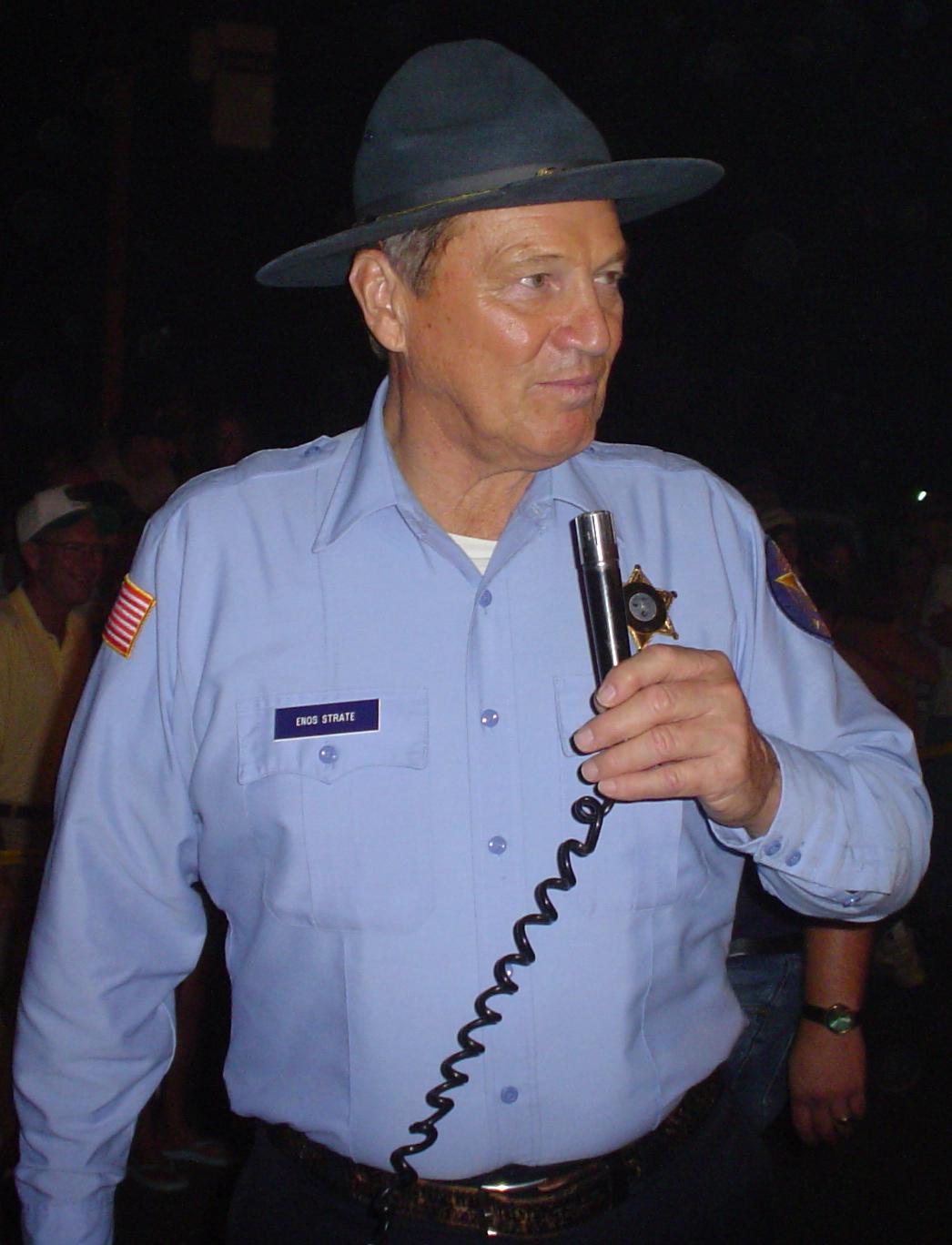
Sonny Shroyer (2005)

Otis Burt „Sonny“ Shroyer Jr. (* 28. August 1935 in Valdosta, Georgia) ist ein US-amerikanischer Schauspieler. Er ist bekannt für seine Rolle als Deputy Sheriff Enos Strate in der Fernsehserie Ein Duke kommt selten allein.

## Leben
Shroyer besuchte die Florida State University mit einem Fußballstipendium, aber seine Karriere wurde durch eine Verletzung unterbrochen. Er schloss sein Studium an der University of Georgia ab. 1961 begann er eine Karriere als Profimodel.
Seine erste Leinwandrolle spielte er 1972 im Filmdrama Zahltag. Shroyer wurde fast als Bösewicht typisiert, bevor er 1978 die Rolle des naiven Deputy Sheriff Enos Strate in der Popkultur-Hitserie Ein Duke kommt selten allein (erstmals ausgestrahlt Anfang 1979) erhielt. Er spielte diese Figur bis zur Einstellung der Serie im Jahr 1985. Zwischenzeitlich hatte Shroyer auch die Hauptrolle in der Spin-Off-Serie Enos, von der aber nur 18 Folgen produziert wurden. Daneben spielte Shroyer auch in vielen Kinofilmen, wenngleich meist nur in Nebenrollen. Er verkörperte die historische Figur Paul „Bear“ Bryant, langjähriger American-Football-Coach der University of Alabama, in Forrest Gump an der Seite von Tom Hanks. Weitere Rollen hatte er als Delbert Birdsong in Der Regenmacher und als Gouverneur Jimmie Davis in Ray.
Shroyer veröffentlichte 1982 auch ein Kinderalbum. Das Album hieß Back in Hazzard und enthielt ein Cover von Roger Millers Klassiker You Can’t Rollerskate In a Buffalo Herd. Er nahm im Jahr 2001 auch den Song Children in Need mit seinem Schauspielkollegen Randall Franks für dessen CD God’s Children auf. Er ist auch ein Country- und Gospelsänger.
Sonny Shroyer ist verheiratet und hat zwei Söhne.

## Filmografie (Auswahl)
- 1972: Sixteen
- 1972: Zahltag (Payday)
- 1974: Die härteste Meile (The Longest Yard)
- 1976: Mein Name ist Gator (Gator)
- 1977: Ein ausgekochtes Schlitzohr (Smokey and the Bandit)
- 1979–1985: Ein Duke kommt selten allein (The Dukes of Hazzard; Fernsehserie, 98 Folgen)
- 1980–1981: Enos (Fernsehserie, 18 Folgen)
- 1981: Zum Teufel mit Max (The Devil and Max Devlin)
- 1990/1993: In der Hitze der Nacht (In the Heat of the Night; Fernsehserie, 2 Folgen)
- 1991–1992: I’ll Fly Away (Fernsehserie, 8 Folgen)
- 1992: Das gnadenlose Auge (Love Crimes)
- 1994: Forrest Gump
- 1994: Matlock (Fernsehserie, Folge The Murder Game)
- 1996: Schutzlos – Schatten über Carolina (Bastard Out of Carolina)
- 1997: Wild America
- 1997: Der Regenmacher (The Rainmaker)
- 1997: Familientreffen der Chaoten (The Dukes of Hazzard: Reunion!, Fernsehfilm)
- 1998: The Gingerbread Man
- 1999: A Lesson Before Dying – Nachhilfestunden in der Todeszelle (A Lesson Before Dying, Fernsehfilm)
- 2002: The Rosa Parks Story (Fernsehfilm)
- 2004: Ray
- 2004: Lovesong for Bobby Long
- 2009: Party Animals 3 – Willkommen auf der Uni (Van Wilder: Freshman Year)
- 2012: Bedingungslos (Unconditional)
- 2013: Rectify (Fernsehserie, Folge Always There)
- 2018: Atlanta Medical (Fernsehserie, Folge Three Words)